# Horno continuo
Se llama horno continuo al horno que tiene la forma de un tronco de cono cuya boca o apertura superior es de unos cuatro metros de diámetro y de profundidad.
El horno se enciende por la parte inferior en donde hay una cavidad cilíndrica del mismo diámetro que la base menor del tronco del cono cuya parte cilíndrica tiene tres aberturas laterales. La carga se compone de capas alternas de hulla seca y piedra quebrantada. Con preferencia se emplean hornos continuos en que el combustible no está mezclado con la piedra. 
El interior de estos hornos está formado por dos cavidades troncocónicas unidas por su base mayor cuya altura total es de ocho a diez metros. En la parte más baja hay dos o tres hogares laterales donde puede quemarse leña, hulla o turba. Los gases que proceden de la combustión van por unos conductos que desembocan dentro del horno a 1,5 metros sobre el suelo del mismo. Además, hay otra abertura comunicando con la parte más baja del horno que sirve para descargar la cal haciéndola resbalar sobre un plano inclinado cuyo punto más bajo está a nivel del suelo.